# Kraviće
Kraviće (en serbe cyrillique : Кравиће) est un village de Serbie situé dans la municipalité de Raška, district de Raška. Au recensement de 2011, il comptait 140 habitants.

## Démographie
| 1948 | 1953 | 1961 | 1971 | 1981 | 1991 | 2002 | 2011 |
| ---- | ---- | ---- | ---- | ---- | ---- | ---- | ---- |
| 484  | 548  | 559  | 492  | 336  | 232  | 187  | 140  |

|  |